# (2268) Szmytowna
(2268) Szmytowna ist ein Asteroid des Hauptgürtels, der am 6. November 1942 von der finnischen Astronomin Liisi Oterma in Turku entdeckt wurde.
Der Name des Asteroiden wurde zu Ehren der Chemikerin Maria Szmytowna gewählt.